# 이단

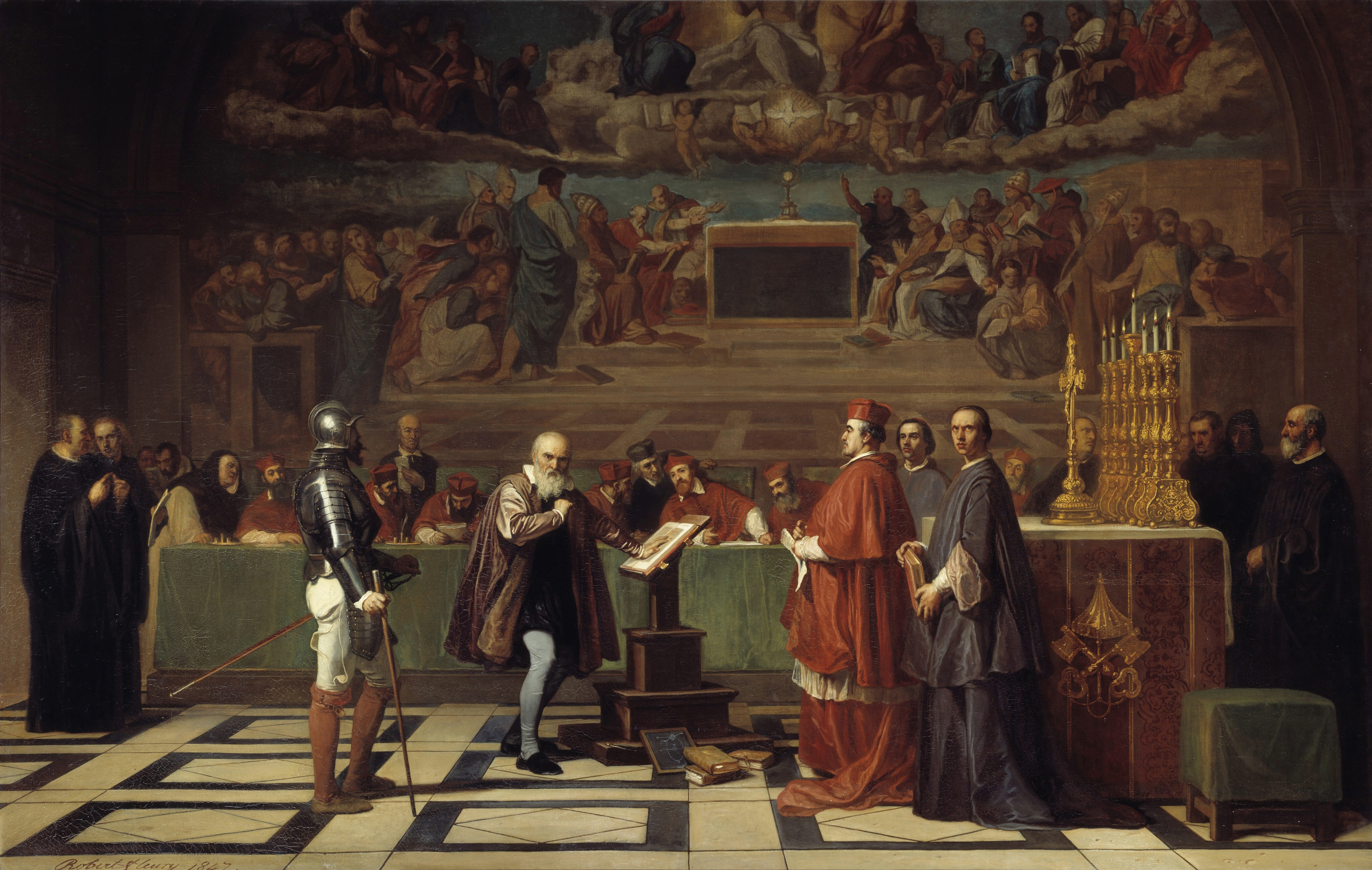
갈릴레오 갈릴레이 (Galileo Galilei)

이단(異端, 영어: heresy)은 보편적으로 정통 이론에서 많이 벗어난 교리, 주의, 주장 등을 총칭한다. 종교, 철학, 정치학, 과학, 예술 등 다른 분야에서 권위 있는 의견이나 이론에 반대되는 것이라는 확장된 의미로 사용되기도 한다.

## 종교적 이단
특정 종교 또는 종파가 다른 종교 또는 종파를 이단이라고 규정할 때, 이것은 후자의 종교 또는 종파의 가르침과 종교적 실천을 따르면 양자 또는 전자("후자"가 아님)의 종교 또는 종파가 주장하는 핵심적인 종교적 사항, 예를 들어, 깨달음(다르마 계통의 종교), 구원(아브라함 계통의 종교), 도(도 계통의 종교) 또는 수기치인(유교) 등을 성취할 수 없다고 전자의 종교 또는 종파가 주장한다는 것을 의미한다. 이러한 이유로, 다른 종교 또는 종파를 이단으로 규정하는 것은 그 종교가 자신의 종교 또는 종파와 단지 "다른 길(different path)"인 것이 아니라 그 종교 또는 종파가 "틀린 길(false 또는 wrong path)"이라고 규정한다는 것을 뜻한다.
예를 들어, 불교의 초기 발생 시에 힌두교는 자신을 정통(아스티카)이라고 규정하고 불교를 이단(나스티카)이라 규정했는데, 이것은 불교의 가르침과 실천을 따르면 힌두교와 불교에서 공통적으로 추구하는 핵심적인 종교적 사항인 깨달음 또는 해탈을 성취할 수 없다고 힌두교에서 주장했다는 것을 뜻한다.
기원후 1~4세기 동안 당시의 사도전승과 성경을 근거로 교리를 형성하던 보편교회는 영지주의를 이단이라고 규정하고 축출했는데, 이것은 영지주의의 가르침과 실천을 따르면 구원받을 수 없다고 보편교회가 주장했다는 것을 뜻한다.
종교적으로 다른 종교 또는 종파를 이단으로 규정하는 것은 종교적 관점에서는 심대한 부분이므로, 그만큼 이단으로 지목받은 종교 또는 종파는 자신을 이단으로 규정한 종교 또는 종파에 대해 도리어 해당 종교 또는 종파가 이단이거나 또는 이단에 근접한다고 규정하는 경우가 많다. 예를 들어, 영지주의 운동가들은 인간을 영적인 인간(Pneumatics)과 정신적인 인간(Psychics), 물질적인 인간(Hylics)의 세 부류로 구분하였는데, 자신들은 구원을 성취할 가능성이 가장 높은 영적인 인간의 부류에 속한다고 규정하였고, 반면 보편교회에 대해서는 이단이라고는 말하지 않았어도 자신들보다는 구원을 성취하기가 쉽지 않은 정신적인 인간의 부류에 속한다고 규정하였다.

### 기독교
기독교에서는 성경에 근거하여 침례교를 비롯해 여러 개신교 교단들은 로마서를 통해 이단을 가려낸다. 주 예수 그리스도를 구세주로 믿지 아니하는 가르침 및 교회 내의 부패 또는 범법 행위들을 이단이라고 하는데, 흔히 사이비와 동일한 의미를 갖는 경우가 많으나 대부분 성경을 바라보는 관점의 차이를 부정하는 경우가 많다. 또한 육체로 오신 그리스도를 시인하지 하지 않는 영은 적그리스도라고도 하였다
기독교에서 판별하는 이단의 기준은 우선 지옥 죄성, 회개, 예수 그리스도의 신성과 삼위일체, 보혈을 통한 죄사함 믿음, 복음과 부활, 구원, 예수 그리스도의 사랑, 새로운 피조물, 휴거, 세상과 성도의 구별, 두 성품에 대한 것을 받아들이지 않고 지속적으로 반발할 경우 이단으로 규정이 되어 출회까지도 당할 수 있다. 특히 가장 중요한 것은 죄성, 회개, 믿음과 구원에 대한 것을 의심하는 것이다.
구약에선 카인, 발람 등이 이단이었고, 초림때는 유다 이스카리옷이 이단이었고, 초대교회에서는 사도 바울이 이단으로 몰렸고, 예수 그리스도 역시 성령모독죄를 범했다며 이단으로 몰렸으나 정작 예수 그리스도를 이단으로 정죄한 바리새인과 사두개인들이 오히려 이단으로 정죄를 당했고, 사도 바울을 이단으로 몰았던 유대인들이 오히려 이단으로 몰려 복음의 원수란 말을 붙이게 되었다.
11세기 동서 교회의 분열 시기에 동방교회인 콘스탄티노플, 예루살렘, 안디오키아, 알렉산드리아 교구의 동방 정교회는 서방교회인 로마 교구의 로마교회를, 서방교회의 교황은 이와 반대로 동방 정교회를 이단으로 규정하고 상호파문하는 사태가 벌어졌다. 20세기에 와서야 동방 정교회가 1960년 천주교회의 정교회 지역의 사제, 교인 살해, 교회 약탈 등에 대한 용서 성명을 발표하였고, 이후 천주교회도 이에 화답하여 화해와 일치에 관한 논의를 시작하면서 상호간 이단파문 결정이 철회되었다.
16세기 종교 개혁 시기에 서방교회내에서 교황 중심의 개혁반대파(천주교)와 복음 중심의 개혁찬성파(개신교)는 서로를 이단으로 간주하였고 전쟁까지 비화되었다. 1960년대 개신교회인 루터교회다른 개신교단이 종교개혁 이후 천주교회의 개신교도에 대한 살인, 방화, 교회 공격을 용서하는 성명을 발표하였고, 이후 천주교회의 교황 바오로 6세는 이에 대해 '열교'(裂敎)를 "갈라진 형제"로 고치며 현실적인 개신교와의 관계 개선에 대한 노력을 보여주었다. 개신교도 대부분의 교단은 천주교회를 무조건적으로 이단으로 간주하지는 않고 있다.
또한 기독교 중 성서지상주의를 강조하는 개신교에서는 성경에 준하지 않는 종파를 이단으로 지목하기도 하며, 사도신경이나 니케아 신경, 칼케돈 신조 등의 정통 신앙고백을 준수하지 않거나 반대되는 이론, 또는 그런 이론에 바탕한 종교 자체를 의미하기도 한다. 즉, 기독교계 종파 뿐만 아니라 기독교가 아닌 종교까지 포함될 수도 있는 것이다. 하지만 이단을 가려내는 집단들 역시 이단이 나오거나 교회 내의 부패 또난 범법 행위들이 나타나는 경우가 많고, 명예훼손에서 겨우 승소하거나 패소를 하는 경우도 많았고 뿐만 아니라 이단이라 정죄된 집단이 나중에 세력이 커져서 이단이 되지 않거나 반대로 이단이라 정죄한 세력이 이단이 되는 상황이 많아지는데 그 이유는 성당을 비롯한 현재의 교회가 초대교회랑 너무나도 동떨어졌고, 초대교회때와 달리 박해도 크게 감소했고, 현대문명이 급속도로 발달함으로 인하여 교회의 세속화로 이단의 구별도 더 이상 의미가 없어졌다.

### 기독교 이단과 정통
우선 우리는 이단(異端)에 대해서 성경은 어떻게 말하는지 그 기준(基準)을 알아야 한다. ‘이단’이란 ‘정통’(正統, orthodoxy)의 존재를 전제로 한다. 이단에 대한 반작용으로 정통신앙이 생긴 것이 아니라 “성도에게 단번에 주신 믿음의 도”(유 1:3)가 존재하고 이에 대한 이탈(離脫) 현상이 이단이 된 것이다. 이단은 하나님 나라를 유업으로 받을 수 없는 사탄이 역사하여 맺게 하는 육체의 열매이다(갈 5:19).
그러면 성경에서 이단으로 경계한 기준은 무엇인가?
첫째로, ‘삼위 하나님’을 믿지 않는 것과 다른 예수, 다른 영을 받는 자를 이단시했다(신 4:19; 딤전 4:1; 요일 4:1-6).
둘째로, 성경은 ‘다른 복음’을 전하는 것을 이단시했다(갈 1:6-11).
셋째로, ‘부활’을 믿지 않는 자들을 이단시했다(마 22:23).
넷째로, ‘성경의 무오성(無誤性)’을 믿지 않는 자를 이단시했다(마 5:18; 히 1:1, 2; 계 19:9-10).
다섯째, 성경을 억지로 푸는 자를 이단시했다(벧후 3:16).
여섯째, 성경을 더하거나 빼는 자를 이단시했다(계 22:18-19).
일곱째, 자기 마음으로 말미암은 묵시(默示)를(교리나 예언) 하나님의 말씀과 동일시(同一視)한 자를 이단시했다(렘 23:16, 21, 26).
종합적으로 보면 이단 시비(是非)의 구분선은 영혼을 살리는 ‘복음’과 복음의 중심인 ‘예수 그리스도’와 관계되어 있다. 왜냐하면 죄인이 ‘예수 그리스도’를 바로 알고 ‘복음’을 믿어야 구원을 받고 성령을 받을 수 있다(행 19:2), 기독교를 처음 접하는 분을 위해 조금 더 설명을 드리면 삼위 하나님(triune god)은 유일하시며 오직 한 분 되신 참 하나님이시다(출 9:14; 사 46:9; 고전 8:4-6,유1:20-21).
하나님은 영원하시며(출 3:14; 신 33:26-27; 합 3:6), 불변하시며(사 46:9-10; 말 3:6; 약 1:17;), 전지(시 94:10-11; 사 40:13-14; 요일 3:20) 전능하시며(사 59:1-2; 막 10:27; 롬 4:21), 편재하시며(시 139:7-12; 왕상 8:27; 렘 23:23-24), 삼위일체시며(마 28:19; 요 1:1, 4; 딛 2:13), 영이시며(요 4:24; 골 1:15), 신격으로서의 모든 필요한 속성을 소유하시는 인격이시다(출 3:14; 시 94:9-10; 렘 10:14-16). 성경적인 삼위일체는 ‘한 분 영원한 하나님의 본성(성품) 안에 세 분의 별개 위격, 즉 아버지와 아들과 성령이 계시다. 이 세 위격은 한 하나님이시다.’
예수 그리스도가 기독교 신앙에서 가장 중요한 것은 예수님이 약속된 메시아인 그리스도라는 것과(눅 2:11; 요일 2:22), 근본 하나님과 본체인 ‘하나님의 아들’이시고 성령으로 성육신하셨다는 점이다. 그리고 인간의 죄를 대속(代贖)하시기 위해 십자가에서 죽으셨고 사흘 만에 죽음에서 부활하셨다(요 2:19; 눅 24:39). 그는 40일 동안 제자들과 함께 계시다가 승천하셨으며 장차 모든 인간을 심판하시려고 가시적으로 재림하실 것이다(마 24:30-31; 계 19:11-15, 20:11-15). 그는 완전한 하나님이시며(요 20:28, 1:1 등) 완전한 사람으로 오셨다(빌 2:5-11; 딤전 2:5). 죄인 된 인간이 구원을 얻고 하나님께로 갈 수 있는 길은 유일하게 ‘그리스도 안’에서이다(행 4:12; 롬 5:9-11; 요일 5:20).
이상과 같은 근본적인 기준에서 한 가지라도 부인하면, 십계명에서 한 계명을 어기면 모든 계명을 어긴 것과 같이 그리스도를 부인하는 것이다. 즉 ‘다른 예수’이며 ‘이단’이다.
그러면 복음(Gospel)은 무엇일까요?
복음은 지상 최대의 기쁜 소식으로 예수 그리스도를 통한 구원의 소식을 말한다(마 11:5; 눅 4:18; 롬 1:2, 16:25).
복음의 내용을 크게 다섯 가지로 말하면 다음과 같다.
① 유일하신 참 하나님을 믿는다(렘 10:10; 요 7:26, 17:3, 8).
② 모든 인간은 죄인이며(롬 3:10, 23, 5:12; 요일 1:8) 죄의 대가(代價)는 사망이요, 심판과 지옥이 기다리고 있다(겔 18:4; 롬 6:23; 계 20:14-15).
③ 인간의 행위와 힘으로는 스스로 구원을 받을 수 없다(롬 3:20; 갈 2:16; 엡 2:8-9).
④ 예수 그리스도만이 구세주이시며 그는 죄인을 위해 죽으시고 부활하신 영생의 유일하신 문(門)이다(요 14:6; 딤전 2:5; 행 4:12).
⑤ 죄인은 회개하고 예수님을 구주로 믿음으로 구원받는다(요 3:16; 갈 3:26; 롬 10:9-10).
이상의 복음의 내용 중 한 가지라도 다르거나 부인하면 ‘다른 복음’이다. 즉 이단이다.
결론적으로 삼위 하나님을 믿지 않거나 다른 하나님이나 다른 예수(고후11:3-4), 다른 영을 받고 전하는 자나 다른 복음(갈1:6)을 따르거나 전하는 자들은 ‘이단’이다. 이단 교주나 이단을 따르는 이단자들의 결국은 지옥이다(벧후2:1,갈5:20-21).
성경은 이단에 대해 어떻게 대처(對處)하라고 명하고 있는가?
첫째, 이단을 시험하여(try,test) 분별하라(요일 4:1-3).
“1사랑하는 자들아 영을 다 믿지 말고 오직 영들이 하나님께 속하였나 분별하라 많은 거짓 선지자가 세상에 나왔음이라 2이로써 너희가 하나님의 영을 알지니 곧 예수 그리스도께서 육체로 오신 것을 시인하는 영마다 하나님께 속한 것이요 3예수를 시인하지 아니하는 영마다 하나님께 속한 것이 아니니 이것이 곧 적그리스도의 영이니라 오리라 한 말을 너희가 들었거니와 지금 벌써 세상에 있느니라”(요일4:1-3)
둘째, 훈계하라(딤3:10).
“이단에 속한 사람은 한두 번 훈계한 후에 멀리하라”(딛 3:10).
이단에 속한 사람들도 하나님이 구원하기를 원하시는 인간임을 이해해야 한다. 그들이 신봉하는 교리와 내용은 영적인 독과 죄로 여기되 그들의 영혼은 사랑으로 대하고 복음을 나눌 수 있어야 한다. 그래서 분명히 경계의 말과 확고한 복음의 선포가 필요하다.
셋째, 조심하라(마 7:15). 그리고 멀리하라(딛3:10)
이것이 성경이 제시한 이단에 대한 기본적인 대처방안이다. “이단을 분별하고 한두 번 훈계하라.” (딛3:10) 변론이나 인격적인 사귐의 대화가 아니라 훈계하다 듣지 않으면 멀리하시오. 왜냐하면 이단은 사람의 영혼을 죽이고 썩히는(딤후2:17) 무서운 점염병과 같으므로(마 16:6) 전염병을 멀리하듯 멀리해야 한다. 그렇지 않으면 그 치명적인 독한 균으로 당신도 교회도 피해를 보게 된다. 이단에 대처하기에는 믿음이 약하고 성경에 대한 지식이 부족한 사람들은 아예 대화를 피하는 것이 좋다. 그래서 인사와 대화 자체를 금하셨다. 영혼의 독한 바이러스에 감염될 위험성이 높기 때문이다.
“누구든지 이 교훈을 가지지 않고 너희에게 나아가거든 그를 집에 들이지도 말고 인사도 말라”(요이 1:10).
하나님 나라의 경계선 곧 정통과 이단의 구분선은 성경을 근거로 한 ‘삼위 하나님’과 ‘복음’에 대한 신앙이다.

### 이슬람
전통적으로 수니파에서는 알리 이븐 아비 탈리브를 파조(派祖)로 하는 시아파를 이단으로 규정해 왔었다.

### 유학
유학에서는 정학(正學)에서 벗어난 사상이나 종교를 이단시하는 경우가 있었다. 특히나 천명설을 부정하면 불교나 다른 이방종교로 몰렸다. 그 실례로 천주교가 조선에 들어왔을 때, 조정과 노론계 보수유학자들이 천주교는 정학인 유학에 반하는 사학(邪學)이라고 하면서 박해하였다. 개신교의 경우는 천주교로 오인해 큰 반감이 있었으나 조선왕조 역사상 유학 다음으로 큰 지지를 받은 교단이 되었다. 개신교 선교사인 알렌이 왕조에 훈장을 받기도 하였고 평양 대부흥 운동도 조선 왕조가 말기에 일어났다. 이유는 운명론적인 사상이나 은혜에 대한 관점도 비슷하고, 당시 개신교는 복음보다 세속과 타협을 하는 방향으로 갔기 때문이다.

## 같이 보기
- 관습
- 죄